# Leptomyrmex contractus
Leptomyrmex contractus är en myrart som beskrevs av Horace Donisthorpe 1947. Leptomyrmex contractus ingår i släktet Leptomyrmex och familjen myror. Inga underarter finns listade i Catalogue of Life.